# Free Man in Paris
Free Man in Paris (укр. Вільна людина у Парижі) — пісня канадської авторки текстів та вокалістки Джоні Мітчелл. Пісня увійшла до студійного альбому Court and Spark, який вийшов у 1974 році, а також у концертному альбомі Shadows and Light, що вийшов у 1980 році.
Ця пісня потрапила до списку 500 найкращих пісень усіх часів за версією журналу «Rolling Stone»

## Сюжет
Пісня розповідає про музичного агента, промоутера та близького друга Джоні Мітчелл — Девіда Геффена (англ. David Geffen), на початку 1970-х років, і описує Геффена під час їхньої подорожі до Парижа з Роббі та Домінік Робертсонами. Хоча Геффен ніколи не згадується по імені, Мітчелл описує, як він наполегливо працює, створюючи хіти та починаючи кар'єри інших, але сам може знайти спокій під час відпустки в Парижі. Мітчелл співає:
|  | У Парижі я був вільною людиною. Я відчував себе розкутим та живим. Ніхто не просив мене про послугу. Нічиє майбутнє не доводилося визначати. Оригінальний текст (англ.) I was a free man in Paris. I felt unfettered and alive. There was nobody calling me up for favors. And no one's future to decide. |

## Список композицій
Композицію випустили на вініловій грамплатівці, куди, окрім самої пісні, увійшла додаткова композиція «People's Parties» на стороні Б.
| #    | Назва               | Сторона | Тривалість |
| ---- | ------------------- | ------- | ---------- |
| 1.   | «Free Man in Paris» | А       | 3:02       |
| 2.   | «People's Parties»  | Б       | 2:20       |
| 5:22 |                     |         |            |

## Відомі версії та переспіви
- Ніл Даймонд включив переспів цієї пісні до свого альбому «I'm Glad You're Here with Me Tonight[en]», який вийшов 11 листопада 1977 року[4].
- У квітні 2000 року пісня була виконана Елтоном Джоном на концерті на честь Джоні Мітчелл у Hammerstein Ballroom, що у Нью-Йорку. Концерт транслював американський телеканал Turner Network Television[5].
- Американський співак Суф'ян Стівенс записав власну версію цієї пісні для триб'ют-альбому «A Tribute to Joni Mitchell[en]», який вийшов у квітні 2007 року[6].
- У червні 2010 року американська співачка ДжоДжо виконала цю пісню на концерті у Freedom Mortgage Pavilion, що у Камден, Нью-Джерсі. Вона змінила назву на «White Girl in Paris»[7][8].

## Учасники запису
У записі пісні взяли участь:
- Джоні Мітчелл — спів, гітара;
- Том Скотт[en] — духові інструменти;
- Хосе Фелісіано[en] — електрогітара;
- Ларрі Карлтон[en] — електрогітара;
- Вілтон Фельдер[en] — бас-гітара;
- Джон Герін[en] — барабани;
- Девід Кросбі — бек-вокал;
- Грем Неш — бек-вокал.

## Позиції в чартах
| Чарт (1974)                          | Найвища позиція |
| ------------------------------------ | --------------- |
| США (Billboard Hot 100)              | 22              |
| США (Adult Contemporary) (Billboard) | 2               |